# 콕서터 길이 함수
군론에서, 콕서터 길이 함수(Coxeter길이函數, 영어: Coxeter length function)는 콕서터 군 위에 정의된 자연수 값의 함수이며, 해당 군 원소를 나타내기 위한 단순 반사의 수이다.

## 정의
표시가 주어진 콕서터 군
{\displaystyle G=\langle r_{1},\dotsc ,r_{n}|(r_{i}r_{j})^{m_{ij}}=1\rangle }
에서, {\displaystyle r_{1},\dotsc ,r_{n}}을 {\displaystyle G}의 단순 반사(單純反射, 영어: simple reflection)라고 하자.
{\displaystyle G}위에서, 다음과 같은 자연수 값의 함수를 정의하자.
{\displaystyle \ell \colon G\to \mathbb {N} }
{\displaystyle \ell (g)=\min\{k\in \mathbb {N} \colon \exists f\colon \{1,\dotsc ,k\}\to \{1,\dotsc ,n\}\colon r_{f(1)}r_{f(2)}\dotsm r_{f(n)}=g\}}
즉, {\displaystyle \ell (g)}는 {\displaystyle g}를 나타내기 위하여 필요한 반사의 수의 최솟값이며, 이를 콕서터 군의 원소 {\displaystyle g}의 길이(영어: length)라고 한다.
{\displaystyle g}를 표현하는, 최소 길이의 반사들로 구성된 문자열
{\displaystyle g=r_{f(1)}r_{f(2)}\dotsm r_{f(\ell (g))}}
을 {\displaystyle g} 의 축소 단어(縮小單語, 영어: reduced word)라고 한다. 이는 일반적으로 유일하지 않을 수 있다.

### 브뤼아 순서
{\displaystyle G} 위에는 다음과 같은 세 부분 순서를 정의할 수 있다. 우선,
임의의 두 원소
{\displaystyle g,g'\in G}
의 (임의의) 축소 단어
{\displaystyle g=r_{f(1)}\dotsm r_{f(\ell (g))}}
{\displaystyle g'=r_{f'(1)}\dotsm r_{f'(\ell (g'))}}
가 주어졌다고 하자.
| 부분 순서의 이름                         | {\displaystyle g\leq g'}일 필요 충분 조건                                                                                              |
| ---------------------------------------- | --- |
| 브뤼아 순서(영어: Bruhat order)          | {\displaystyle f=f'\circ j}이게 하는 단사 증가 함수 {\displaystyle j\colon \{1,\dotsc ,\ell (g)\}\to \{1,\dotsc ,\ell (g')\}}가 존재함 |
| 오른쪽 약한 순서(영어: right weak order) | {\displaystyle \ell (g)\leq \ell (g')}, {\displaystyle f(i)=f'(i)\;\forall i\leq \ell (g)}                                             |
| 왼쪽 약한 순서(영어: left weak order)    | {\displaystyle \ell (g)\leq \ell (g')}, {\displaystyle f(i)=f'(i+\ell (g')-\ell (g))\;\forall i\leq \ell (g)}                          |

여기서, 정의들은 항상
“{\displaystyle g\leq g'}일 필요 충분 조건은 다음 조건을 만족시키는 {\displaystyle g}와 {\displaystyle g'}의 축소 단어 {\displaystyle f}, {\displaystyle f'}가 적어도 하나 이상 존재하는 것이다”
의 꼴이다. (즉, 모든 가능한 축소 단어가 위 조건을 충족시키지는 않아도 된다.)

## 성질
콕서터 군 {\displaystyle G}에서, 다음이 성립한다.
{\displaystyle \ell (g)=\ell (g^{-1})\qquad \forall g\in G}
{\displaystyle \ell (g)=0\iff g=1}
{\displaystyle \ell (gh)\leq \ell (g)+\ell (h)\qquad \forall g,h\in G}
즉, {\displaystyle G} 위에 다음과 같은 거리 함수를 줄 수 있다.
{\displaystyle d(g,h)=\ell (g^{-1}h)\qquad (g,h\in G)}

### 최장 원소
유한 콕서터 군 {\displaystyle G} 위에서, 길이가 가장 긴 원소가 항상 유일하게 존재한다. 이를 {\displaystyle G}의 최장 원소(最長元素, 영어: longest element)라고 한다. (그러나 최장 원소의 축소 단어는 일반적으로 유일하지 않다.) {\displaystyle G}의 최장 원소가 {\displaystyle w\in G}일 때, 이는 다음 성질을 갖는다.
- {\displaystyle w^{2}=1}

- {\displaystyle \forall g\in G\colon \ell (wg)=\ell (gw)=\ell (w)-\ell (g)}
- {\displaystyle \ell (w)}는 {\displaystyle G}의 근계의 양근의 수이다.
- {\displaystyle w}의 임의의 축소 단어에는 {\displaystyle G}의 모든 단순 반사가 한 번 이상 등장한다. (특히, {\displaystyle \ell (w)\geq n}이다.)

## 예
유한 콕서터 군의 최장 원소는 다음과 같다.
- {\displaystyle A_{n}} ({\displaystyle n\geq 2}), {\displaystyle D_{2k+1}}, {\displaystyle E_{6}}, {\displaystyle I_{2}(2k+1)}의 경우, 콕서터 도표는 반사 대칭을 가지며, 이 경우 최장 원소는 중심 원소 {\displaystyle -1} × 콕서터 도표의 반사 대칭이다.
- 나머지 모든 경우, 최장 원소는 중심 원소 {\displaystyle -1}이다.

## 참고 문헌
- Davis, Michael W. (2007). 《The geometry and topology of Coxeter groups》 (PDF). London Mathematical Society Monographs (영어) 32. Princeton University Press. ISBN 978-0-691-13138-2. Zbl 1142.20020.